# Enåkers socken
Enåkers socken i Uppland ingick i Simtuna härad, ingår sedan 1971 i Heby kommun, sedan 2007 i Uppsala län (före 2006-12-31 i Västmanlands län), och motsvarar från 2016 Enåkers distrikt.
Socknens areal är 94,16 kvadratkilometer, varav 91,02 land. År 2000 fanns här 590 invånare. Tätorten Runhällen samt sockenkyrkan Enåkers kyrka ligger i socknen.

## Administrativ historik
Enåkers socken omtalas i skriftliga källor första gången 1341 ('per ecclesiam Iunakir').
Vid kommunreformen 1862 övergick socknens ansvar för de kyrkliga frågorna till Enåkers församling och för de borgerliga frågorna till Enåkers landskommun. Landskommunens inkorporerades 1952 i Västerlövsta landskommun som 1971 uppgick i Heby kommun som 2007 överfördes till Uppsala län.
1 januari 2016 inrättades distriktet Enåker, med samma omfattning som församlingen hade 1999/2000. 
Socknen har tillhört län, fögderier, tingslag och domsagor enligt vad som beskrivs i artikeln Simtuna härad. En mycket liten del i nordvästra delen av socknen ligger i Västmanland. De indelta soldaterna tillhörde Västmanlands regemente, Väsby kompani.

## Geografi

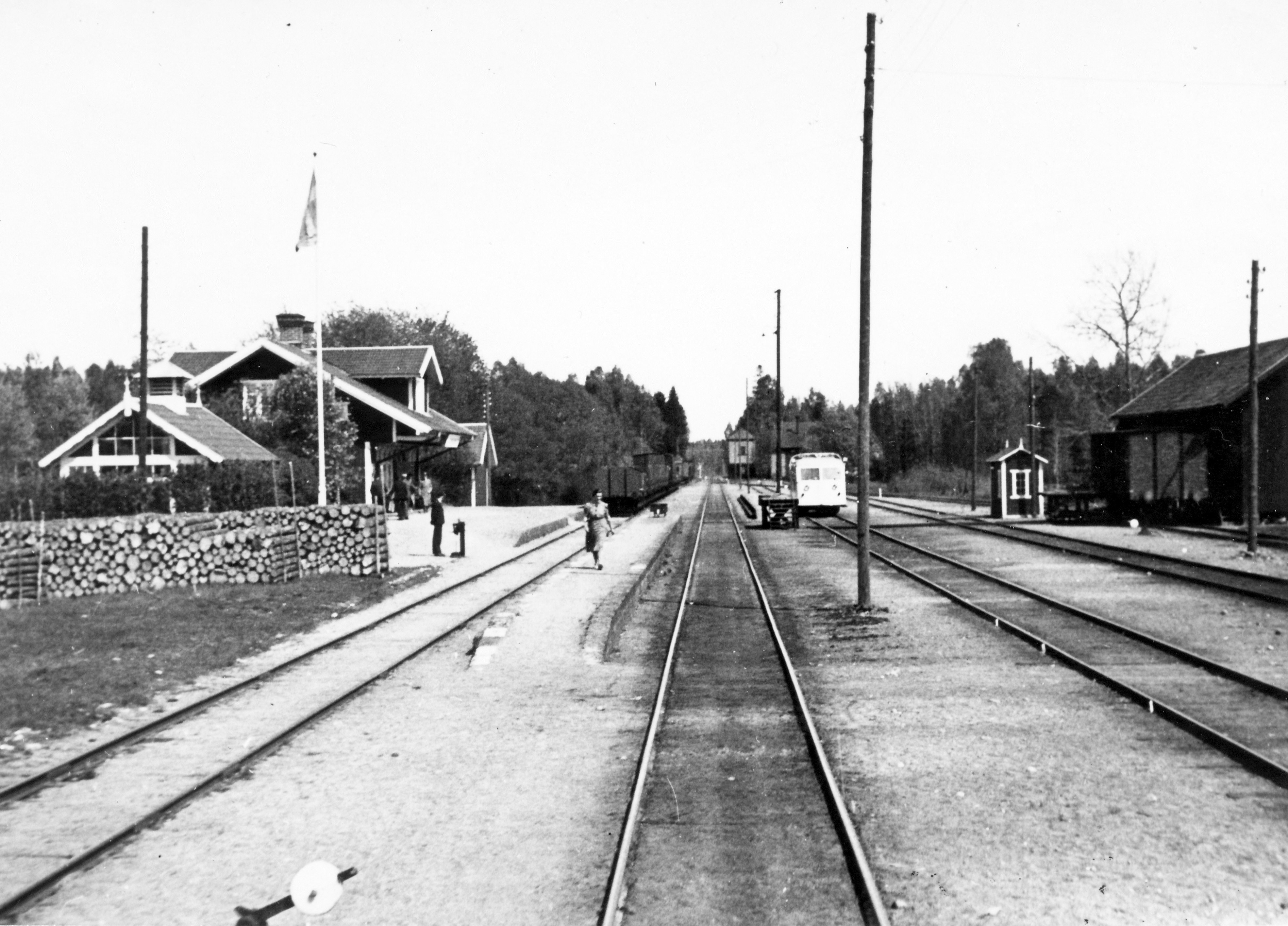
Runhällens järnvägsstation, 1937.

Enåkers socken ligger nordost om Sala med sjön Hallaren i väster och Enköpingsåsen i öster. Socknen är en mossrik småkuperad slättbygd som har höjder som i Malmberget i väster når 111 meter över havet.

## Fornlämningar
Några gravar från järnåldern är funna och en runristning.

## Namnet
Namnet (1395 Jwnaker) kommer från kyrkbyn. Efterleden är åker. Förleden kan vara ävinn, 'ständig, permanent' som då kunde syfta på att åkern gav god avkastning varje år och då kan ha haft rituell innebörd.